# Halvelektronisk
 Der er for få eller ingen kildehenvisninger i denne artikel, hvilket er et problem. Du kan hjælpe ved at angive troværdige kilder til de påstande, som fremføres i artiklen.

Halvelektronisk er en ep udgivet af den danske popgruppe ibens den 23. november 2012. Minialbummet er bandets anden ep og bandets første siden udgivelsen af demoudgivelsen ibens i august 1996.
Ep'en er indspillet af Carsten Lykke, Henrik Marstal og Kristian Obling Høeg, der er de originale medlemmer af popgruppen. Minialbummet blev indspillet i 2012, og den første single "Vi lover hinanden" blev udgivet i starten af november 2012 – tre uger inden selve udgivelsen. Singlen og ep'en er det første nye materiale fra ibens siden albummet Ufornuft, der blev udgivet i 2005. 

## Skæringsliste
1. "Vi lover hinanden"
2. "Du ved hvad du har"
3. "Hvis du var min hund"
4. "Afskedsbrev"
5. "Op til sig"
6. "Anna hun var"